# پری (تگزاس)
پری (به انگلیسی: Perry) یک منطقهٔ مسکونی در ایالات متحده آمریکا است که در شهرستان فالز، تگزاس واقع شده‌است. پری ۷۶ نفر جمعیت دارد و ۱۴۴٫۱۷ متر بالاتر از سطح دریا واقع شده‌است.